# Geoffrey Molyneux Palmer
Geoffrey Molyneux Palmer (en irlandés: Seathrún de Pámar, Staines-upon-Thames, Middlesex, 8 de octubre de 1882-Dublín, 29 de noviembre de 1957) fue un compositor irlandés. 

## Biografía
De familia irlandesa, nació en Staines, en Inglaterra. Estudió en el Royal College of Music de Londres, donde fue alumno de Charles Villiers Stanford. Tras establecerse definitivamente en Irlanda, fue uno de los pioneros de la ópera en irlandés, con obras como Finn Varra Maa (El Santa Claus irlandés, 1917), Sruth na Maoile (El mar de Moyle, 1923) y Gráinne Goes (1924). Musicalizó varios poemas de James Joyce.